# Akovitika
Akovitika (griechisch Ακοβίτικα (n. pl.)) ist eine Siedlung der Ortsgemeinschaft Asprochoma etwa drei Kilometer westlich des Stadtzentrums Kalamatas. Die archäologisch nachweisbar älteste Besiedlung Messeniens aus der Bronzezeit sowie ein lokales, antikes Heiligtum des Meergottes Poseidon liegen unmittelbar westlich des Siedlungsgebiets am Fluss Aris.

## Lage
Akovitika liegt in Küstennähe des Messenischen Golfes im Süden der Ortsgemeinschaft Asprochoma und grenzt unmittelbar an die westlichen Stadtbezirke Kalamatas an. Der Ort erstreckt sich zu beiden Seiten der Ethniki Odos 7 über etwa drei Kilometer. Die Eisenbahnlinie zwischen Kalamata und Patras mit dem Freilichtmuseum Kalamata Municipal Railway Park begrenzt den Ort nach Norden.

## Archäologische Funde

### Bronzezeit
Bei Hochwasserschutzmaßnahmen am Fluss Aris im Jahre 1969 wurden südwestlich von Akovitika bronzezeitliche Überreste entdeckt und bis 1971 untersucht. Dabei wurden zwei frühhelladische (FH II) Megara aus dem 3. Jahrtausend v. Chr. ausgegraben. Offensichtlich wurde das ältere Megaron B durch das jüngere Megaron A ersetzt, weil ersteres überflutet zu werden drohte. Ein hier gefundenes Tonsiegel erlaubt eine Datierung in die Periode FH II.

### Antike
Etwa 200 Meter näher zur Küste hin wurden 1968 vom griechischen Archäologen Petros Themelis die Überreste eine antiken Tempels ausgegraben. Der älteste baulich nachweisbare Tempel wurde im frühen 6. Jahrhundert v. Chr. über den Brandresten eines Vorgängerbaus errichtet. Die unvollständige Ausgrabung erlaubt keine genaue Interpretation der Baugeschichte. Das Heiligtum wurde gegen Ende der klassischen Epoche aufgegeben.
Die ältesten Funde, vor allem Keramik, können in die Protogeometrischen Periode datiert werden. Zu den Funden gehören bronzene und eiserne Miniaturen wie Anker und Steuerruder, ein trabendes Bronzepferdchen aus der geometrischen Epoche, eine spätgeometrische und eine archaische Kourosstatuette, zwei archaische Bronzestierfigürchen sowie ein 14 Zentimeter langer Hippokamp.
Eine Weihinschrift an Pohoidan (ΠΟΗΟΙΔΑΝ) aus dem 5. Jahrhundert v. Chr. bezeugt, dass hier der Meergott Poseidon verehrt wurde (SEG 25.431b).
Pohoidan (Ποhοιδάν) ist der nur in Lakonien und Messenien gebräuchliche Name des Meergottes Poseidon. Da im dorischen Dialekt der Name gewöhnlich Poteidān (Ποτειδάν) lautete, wird angenommen, dass die lakonisch-messenische Form den mykenischen Namen Poseidāhōn (po-se-da-o) fortsetzt, mit der im lakonischen Dialekt üblichen Verhauchung des intervokalischen /s/. Erklärt wird dies damit, dass die Heloten die von den eingewanderten Dorern unterdrückten Nachfahren der bronzezeitlichen Bevölkerung waren, die weiterhin am Kult Poseidons festhielten. Dazu passt auch die Tatsache, dass die Heloten im Poseidonheiligtum am Kap Tainaron heiliges Asylrecht besaßen.

### Neuzeit
Akovitika wurde 1940 als Siedlung der damaligen Landgemeinde Asprochoma anerkannt, diese bildet seit der Verwaltungsreform 2010 eine Ortsgemeinschaft im Gemeindebezirk Kalamata der Gemeinde Kalamata.
Einwohnerentwicklung von Akovitika
| 1940 | 1951 | 1961 | 1971 | 1981 | 1991 | 2001 | 2011 |
| ---- | ---- | ---- | ---- | ---- | ---- | ---- | ---- |
| 136  | 147  | 121  | 136  | 317  | 169  | 225  | 609  |

## Inschrift des Damonon
Das früh aufgegebene Poseidonheiligtum in Akovitika wird in der antiken Literatur nirgends erwähnt.
In einer im Tempel der Athena Chalkioikos in Sparta gefundenen Weihinschrift des Damonon, die aus dem 5. Jahrhundert v. Chr. stammt, wird das Fest Pohoidaia (ΠΟΗΙΔΑΙΑ) genannt, an dem ein Wagenrennen stattfand und das in Theuria gefeiert wurde (IG V.1 214, Zeilen 18–23). Allgemein wird angenommen, dass damit die antike Stadt Thouria gemeint ist, die acht Kilometer nördlich von Akovitika lag. Da der Messenische Golf bei Strabon „Thuriatischer Golf“ (8.4.5) genannt wird, kann angenommen werden, dass sich das Gebiet dieser Stadt ans Meer erstreckte und dass das Heiligtum zu dieser Stadt gehörte. Trifft dies zu, wäre dies das einzige schriftliche Zeugnis des Poseidontempels.